# Leopold Schmutzler

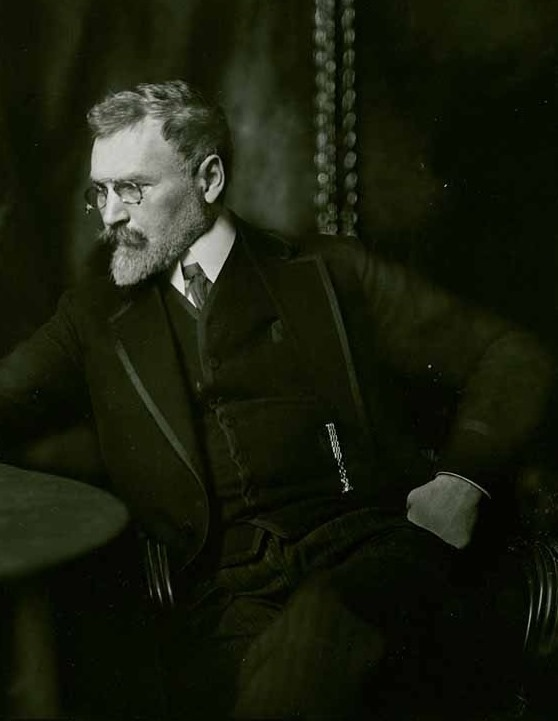
Leopold Schmutzler

Leopold Schmutzler (Mies, toen Oostenrijk, 29 maart 1864 - München, 20 juni 1940) was een in Bohemen geboren en voornamelijk in Duitsland werkzame kunstschilder, vooral bekend als portrettist. In zijn laatste levensjaren maakte hij ook werken die in de geest van het nationaalsocialisme.

## Leven en werk
Schmutzler was de zoon van een zadelmaker annex herbergier, die hem ook zijn eerste tekenlessen gaf. Hij studeerde van 1880 tot 1882 aan de Koninklijke Academie voor Beeldende Kunsten te Wenen (bij Christian Griepenkerl) en van 1882 tot 1885 aan de academie in München, waar hij zich uiteindelijk ook zou vestigen. Hij werkte ook korte periodes in Rome en Parijs.

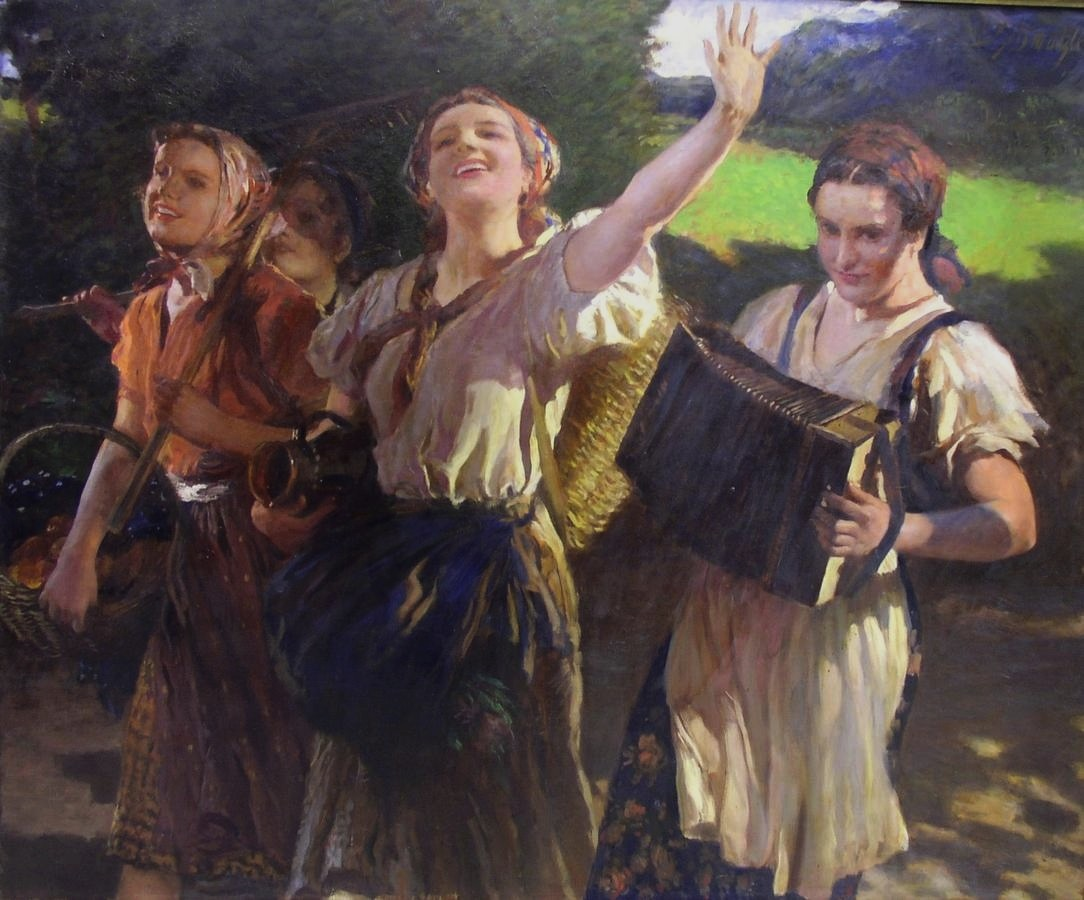
Jungfrauen nach der Arbeit

Rond de eeuwwisseling was Schmutzler een van de meest gevraagde portrettisten in München. Hij kreeg belangrijke opdrachten, onder andere van het Beierse koningshuis, maar schilderde ook vaak danseressen en actrices. Bekendheid verwierf hij met zijn weergave van Lili Marberg (1878-1962) in de rol van Salome.
Schmutzler schilderde in een realistische stijl zoals die rondom 1900 te Duitsland in zwang was, met invloeden van de rococo en de art deco. In zijn elegante vrouwportretten had hij altijd veel aandacht voor de kleding, die doorgaans erg weelderig was en daarmee uitermate decoratief. Vaak maakte hij ook naakten en semi-naakten. Ook schilderde hij diverse genrewerken in een achttiende-eeuws aandoende stijl, onder andere gesitueerd aan het Beierse hof.
In de jaren dertig sympathiseerde Schmutzler met de nationaalsocialisten. Hij maakte hij een reeks werken die nauw aansloten bij de toen gepropageerde Blut und Boden-gedachte. Zijn Jungfrauen nach der Arbeit werd onderscheiden op de Große Deutsche Kunstausstellung van 1940 in het Haus der Deutschen Kunst te München. De associatie van zijn naam met het nazi-regime heeft er mede toe geleid dat zijn werk na de oorlog in de vergetelheid raakte.
Schmutzler overleed in 1940, 76 jaar oud. Zijn werk is onder andere te zien in het Glaspalast te Munchen, het Augsburger Rathaus, de Kunsthalle Nürnberg, het Szépművészeti Múzeum te Boedapest en het Frye Art Museum te Seattle. Dat laatste museum herbergt meerdere werken van Schmutzler afkomstig uit de collectie van kunstverzamelaar Charles Frye (1858-1940), die een groot bewonderaar van zijn werk was. Op veilingen in de Verenigde Staten brengen zijn werken tegenwoordig bedragen op tot 45.000 Amerikaanse dollar.

## Galerij

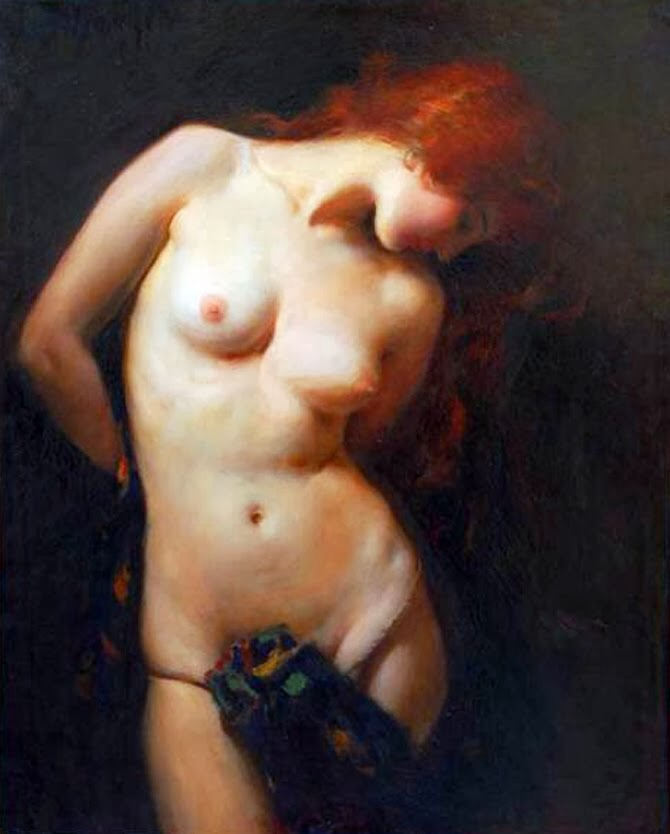
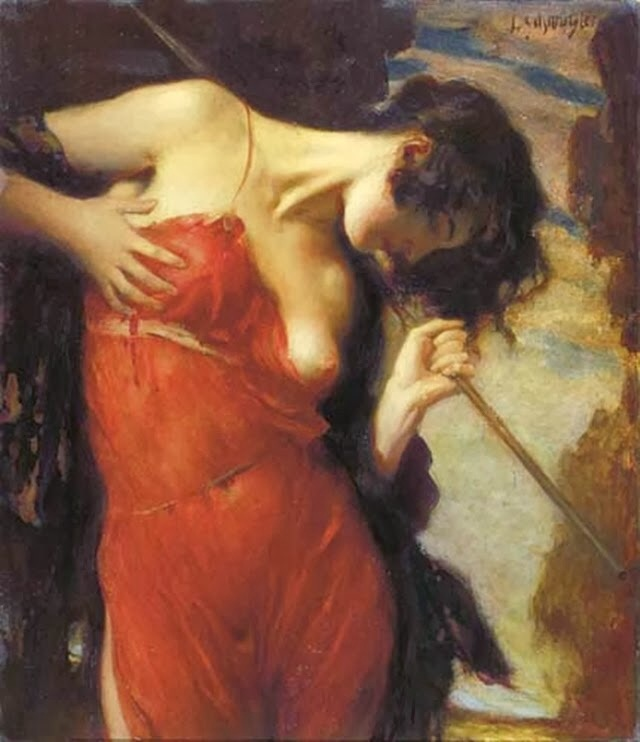
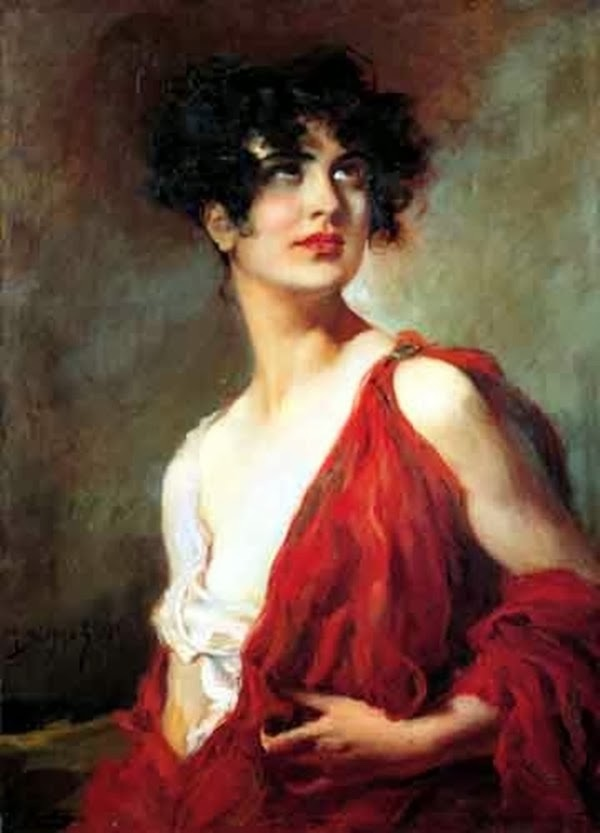
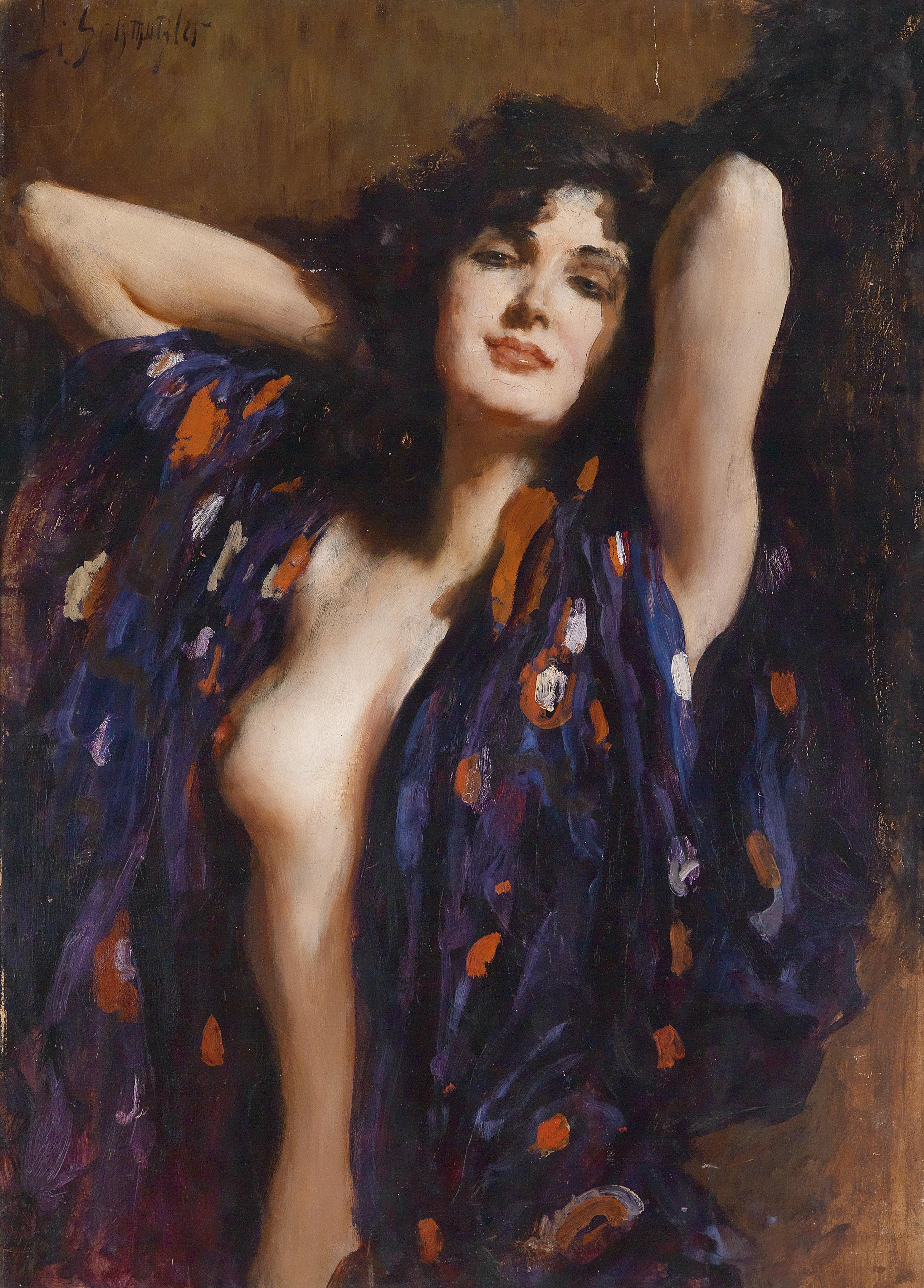
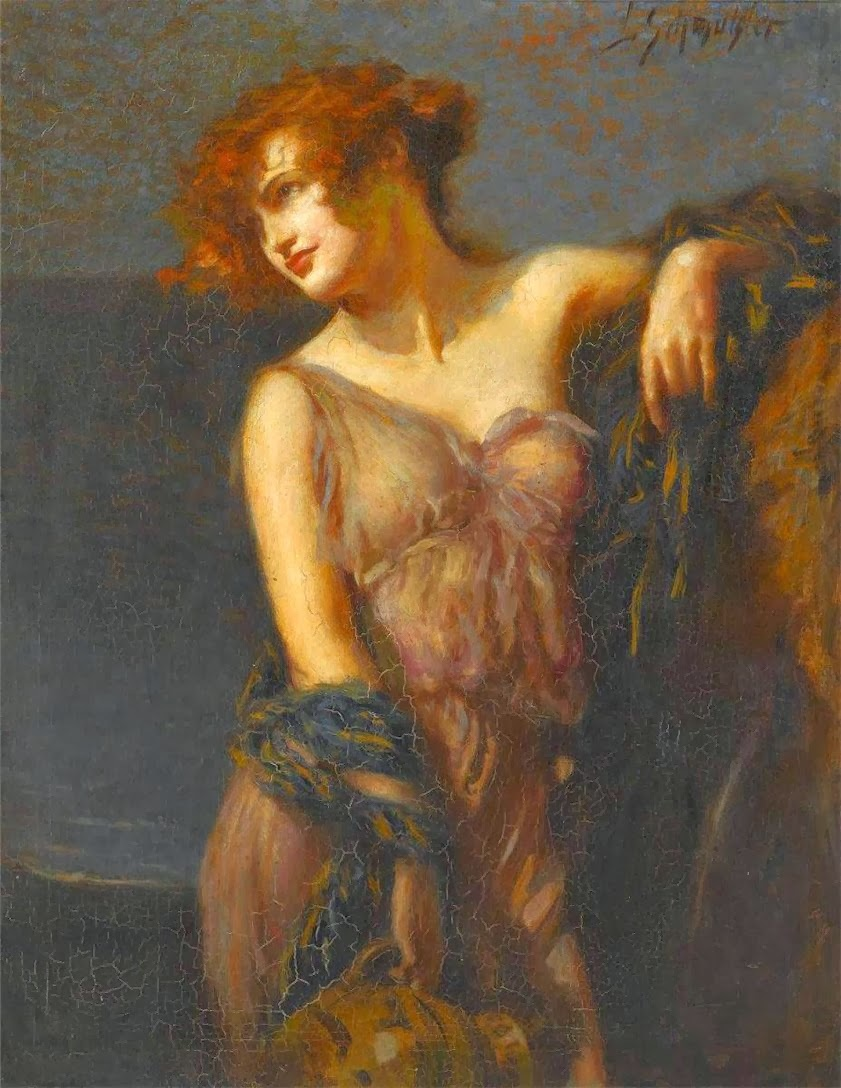
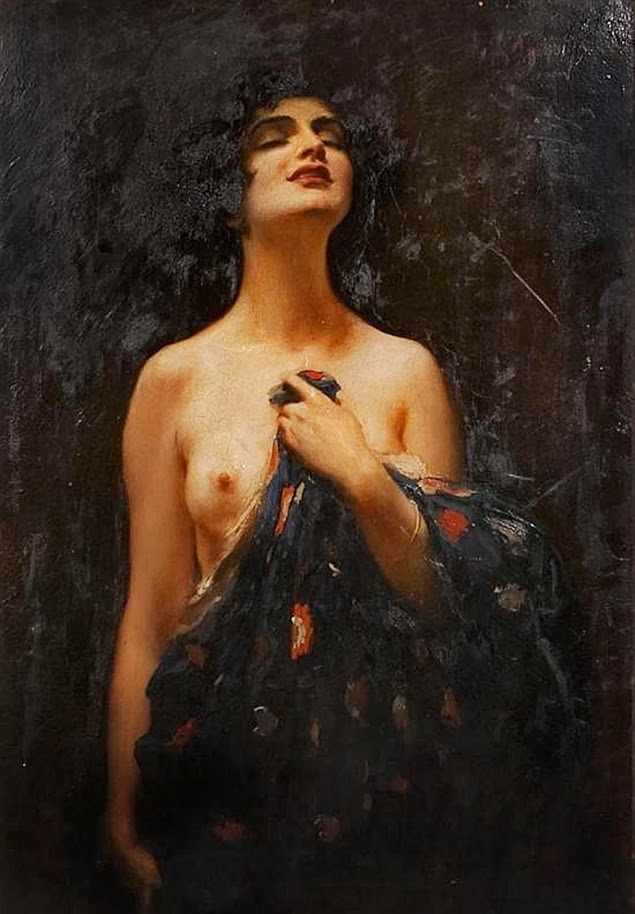
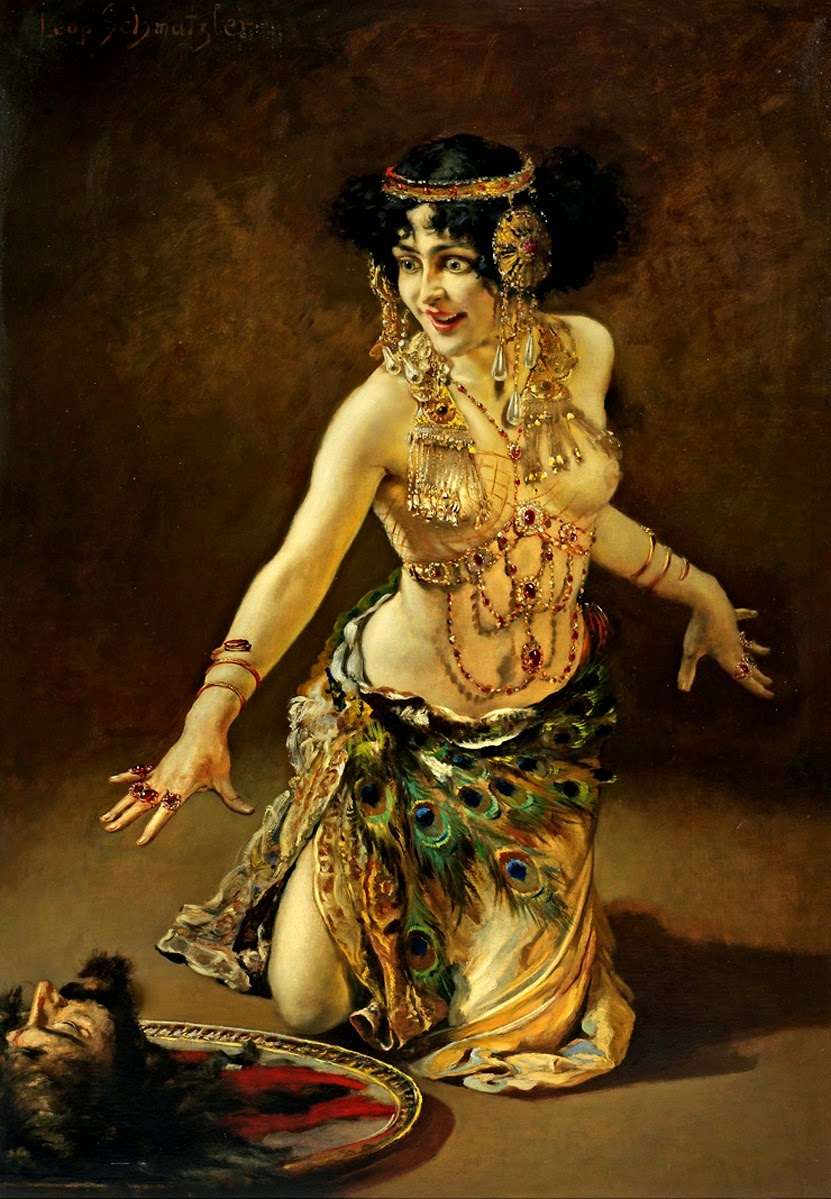
Lili Marberg als Salome
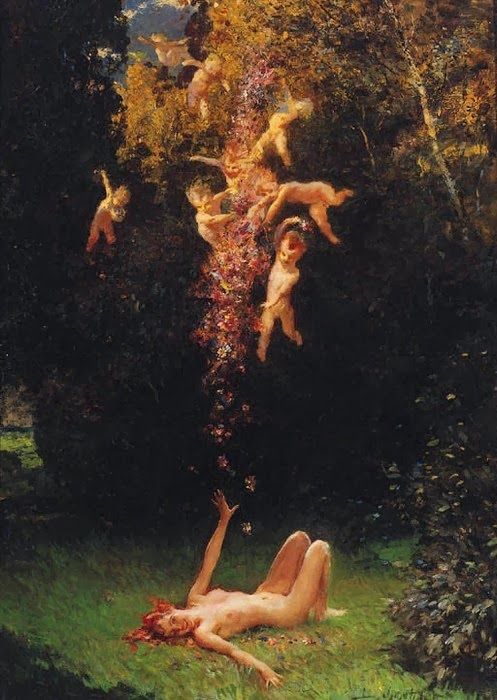
Zomerdroom

## Noot
1. ↑  Cf. inventarisatie op internet, juli 2014.

- Gemeinsame Normdatei: 116816961
- International Standard Name Identifier: 0000 0000 7858 828X
- RKD-Nederlands Instituut voor Kunstgeschiedenis: 70764
- Union List of Artist Names: 500012521
- Virtual International Authority File: 95757491
- WorldCat: E39PBJgHdvr3hycCKJ94jbM773